# Плиска аляскинська
Плиска аляскинська (Motacilla tschutschensis) — вид горобцеподібних птахів родини плискових (Motacillidae).

## Поширення
Цей птах гніздиться в Сибіру, Монголії, на Камчатці, острові Хокайдо, на крайньому північному заході Канади та на півночі та заході Аляски. Зимує в Південно-Східній Азії, в Індонезії та Філіппінах, а також на півночі Австралії. Живе на відкритих ландшафтах біля води, віддаючи перевагу сирим лукам, болотам і берегам річок з високою травою.

## Опис
Це маленький стрункий співочий птах із довгими ногами та довгим хвостом. Довжина його тіла близько 17 см, розмах крил 25 см, вага самців 12,3-26,4 г, самиць 11,2-22,6 г. Оперення жовто-зелене: спина оливково-зелена, черево яскраво-жовте або світло-жовте (залежно від підвиду). У період розмноження самець аляскинського підвиду набуває строкатого оперення грудей. Дзьоб і ноги сірі. Поза періодом розмноження і самиці, і самці стають сірішими. Їх спина стає коричневішою, а живіт світлішим.

## Підвиди
- M. t. angarensis (Sushkin, 1925)
- M. t. leucocephala (Przevalski, 1887)
- M. t. taivana (Swinhoe, 1863)
- M. t. macronyx (Stresemann, 1920)
- M. t. simillima Hartert, 1905